# Apamea dissoluta
Apamea dissoluta là một loài bướm đêm trong họ Noctuidae.